# 日野橋駅
日野橋駅（ひのばしえき）は、岐阜県岐阜市日野南6丁目にあった名古屋鉄道美濃町線の駅（停留場）。
徹明町駅から来た電車は当駅か野一色駅で折り返す。新岐阜駅（現・名鉄岐阜駅）からの電車と徹明町駅からの電車は続行運転を行い、当駅か野一色駅で乗り換えられるようになっていた。
この駅より岐阜市中心街方面は均一運賃、関方面は運賃計算キロでの計算で、この駅を通過する場合は両方を通算していた。

## 歴史
1911年（明治44年）に美濃町線が美濃電気軌道の路線として開業したのに合わせて開設された。1954年（昭和29年）からは無人駅となっている。2005年（平成17年）に美濃町線は廃止され、これとともに当駅も廃止された。
- 1911年（明治44年）2月11日 - 美濃電気軌道の神田町駅（のちの岐阜柳ヶ瀬駅） - 上有知駅（のちの美濃駅）間の開通と同時に開業[5]。
- 1930年（昭和5年）8月20日 - 美濃電気軌道が名古屋鉄道（初代。同年中に名岐鉄道に改称し、1935年より名古屋鉄道に再改称）に合併。同社の美濃町線の駅となる[5]。
- 1954年（昭和29年）8月22日 - 無人化[6]。
- 2005年（平成17年）4月1日 - 美濃町線の廃止に伴い廃駅となる[7]。

## 駅構造
相対式2面2線のホームを持っていた。ホームの途中には構内踏切が設けられていた。1990年代はここで徹明町行・新岐阜行と新関行が接続していた。2017年8月現在では、道路整備（岐阜県道92号岐阜巣南大野線）での拡張により写真の通り代替交通手段である「岐阜バス・日野橋バス停留所の西側部分」となっている。

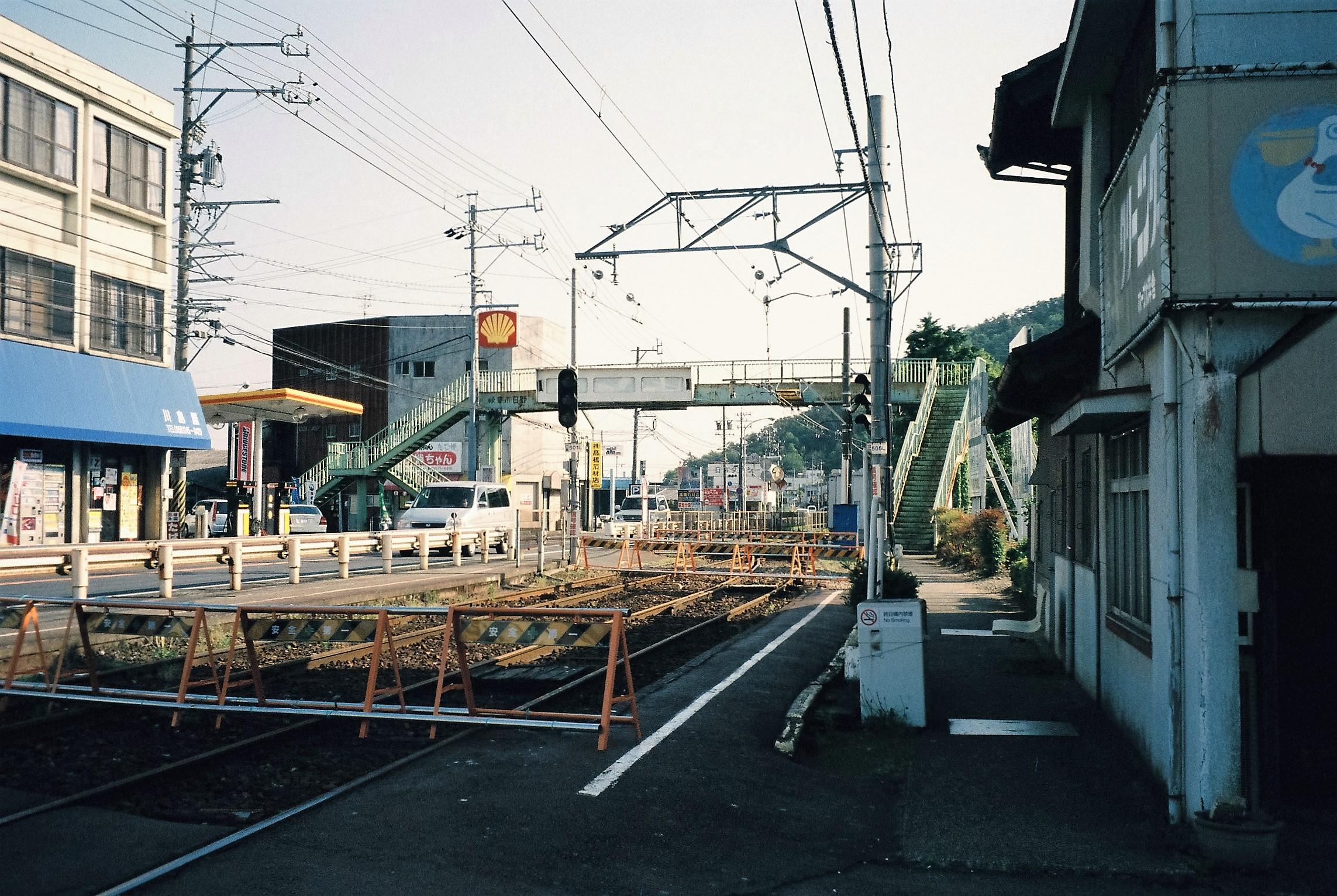
廃線直後の日野橋駅（2005年5月）
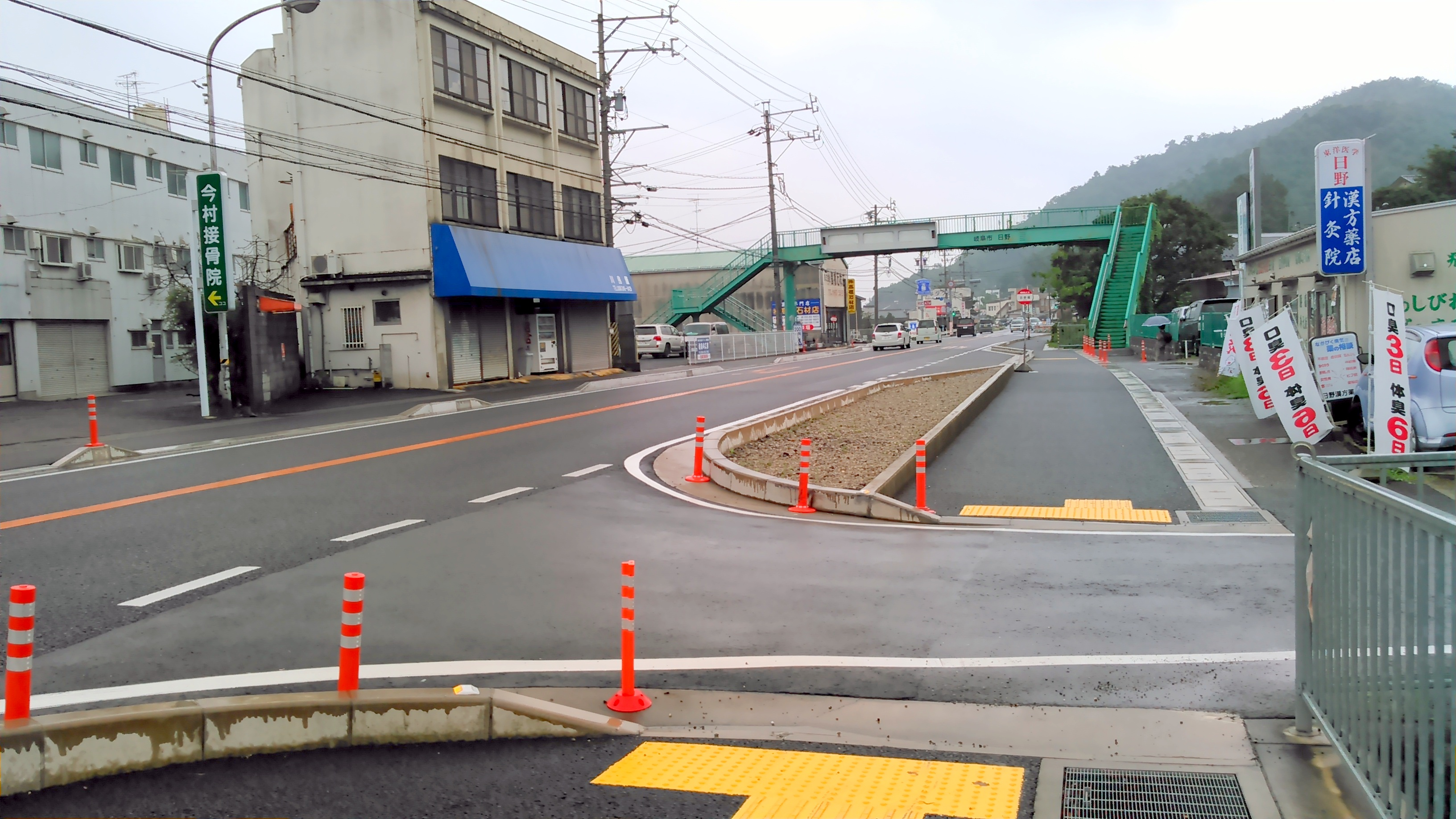
ホーム跡地（2017年8月）

### 配線図
| ← 徹明町方面 | 日野橋駅 構内配線略図 | → 新関方面 |
| 凡例 出典:   |                       |            |

## 利用状況
- 『名古屋鉄道百年史』によると1992年度当時の1日平均乗降人員は243人であり、この値は岐阜市内線均一運賃区間内各駅（岐阜市内線・田神線・美濃町線徹明町駅 - 琴塚駅間）を除く名鉄全駅（342駅）中308位、 美濃町線日野橋 - 美濃間（14駅）中9位であった[2]。

## 駅周辺
東側に東海女子大学、同短期大学（いずれも当時）があり、駅の利用者は多かった。
この駅は岐阜市に存在していたが、南東側は各務原市となっており、実際に美濃町線もごく僅かに各務原市域を通過していた。
- 東海女子大学（現在の東海学院大学）
- 東海女子短期大学（現在の東海学院大学短期大学部）

## 隣の駅
名古屋鉄道
美濃町線
琴塚駅 - 日野橋駅 - 岩田坂駅